# 銀川市第二中學

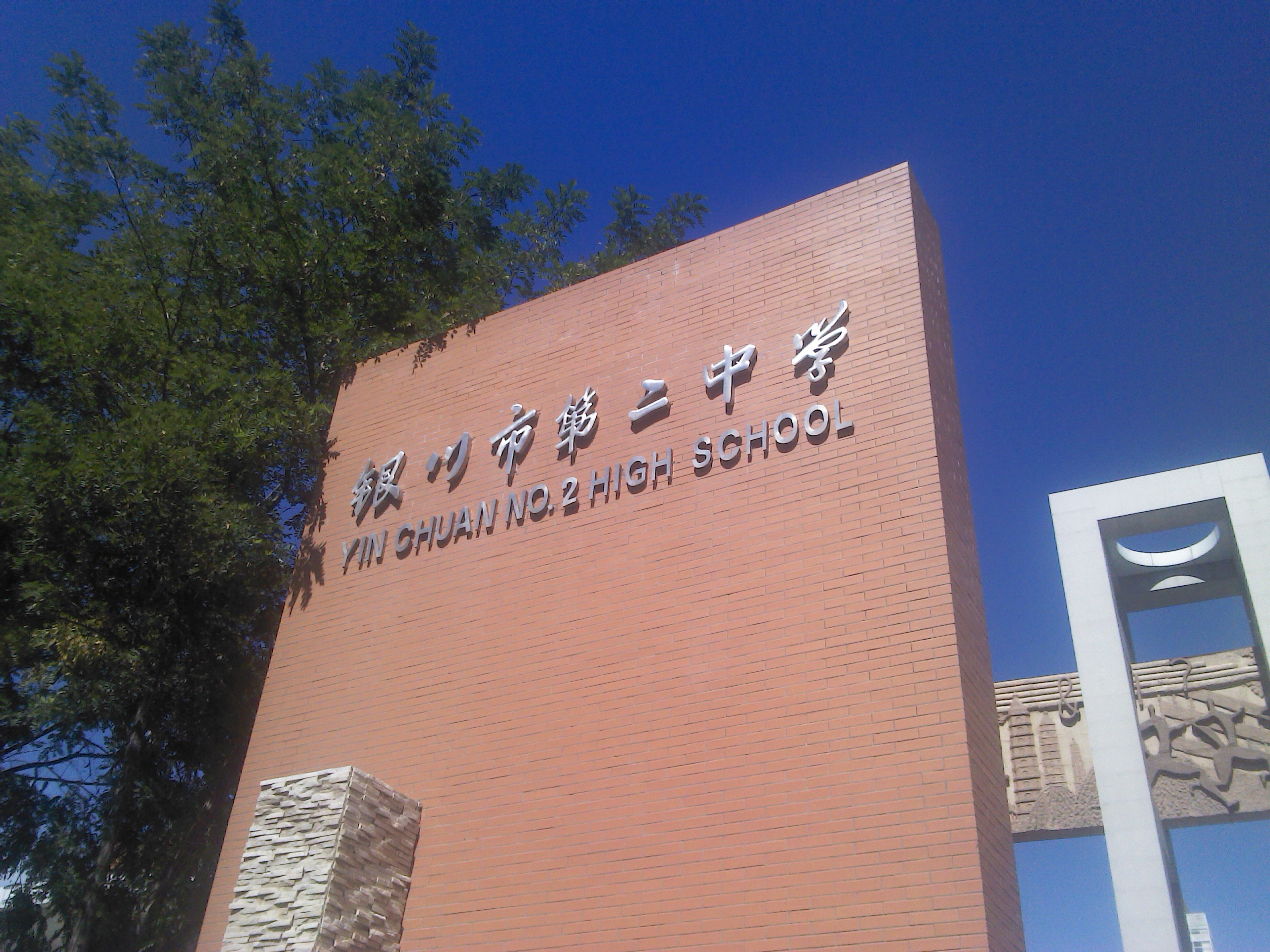
银川二中

银川市第二中学（英語：Yinchuan NO.2 high school）简称银川二中，是宁夏回族自治区最顶尖、最富名望的中学之一，位于银川市兴庆区中山北街英才巷。银川二中于1954年在宁夏文庙创立，是宁夏第一个成功发展的教育集团，下属银川二中本部、银川二中（西校区）
、银川二中北塔校区、银川二中滨河分校（景城一中）、银川景博中学（民办）和银川二中国际部。

## 簡介
银川二中始建于1954年，历经宁夏工农速成学校、银川市初级中学、银川市第二中学（高、初中兼招）、银川市第二中学（高级中学）等不同阶段，于1980年被确定为寧夏回族自治区首批八所重点中学之一，2005年5月又被确定为首批“自治区普通高中一级示范学校”。

## 学校象征

### 校徽
二中校徽由红绿两色组成，中间绿色部分是汉字“二”的变形，外围红色部分有中英文校名。

### 校训
银川二中的校训是「励志、奋进、合格、多能」

### 校服
二中目前的校服分为夏季及秋季两种。夏季校服以西装为基础，即白衣黑裤，并配有领带及毛衫。但学生较少穿着夏季校服，多以秋季校服为主。秋季校服为大陆中小学普遍采用的运动服，以蓝紫色为主色调。

## 校园

### 老校区
银川二中老校区位于兴庆区文化东街宁夏文庙旧址，文庙始建于明成化年间，先后是科举考棚、银川书院、宁夏府中学堂的所在地；中华民国时期为朔方高等小学、甘肃省立第八师范、甘肃省第五中学的所在地，文化气息浓厚。

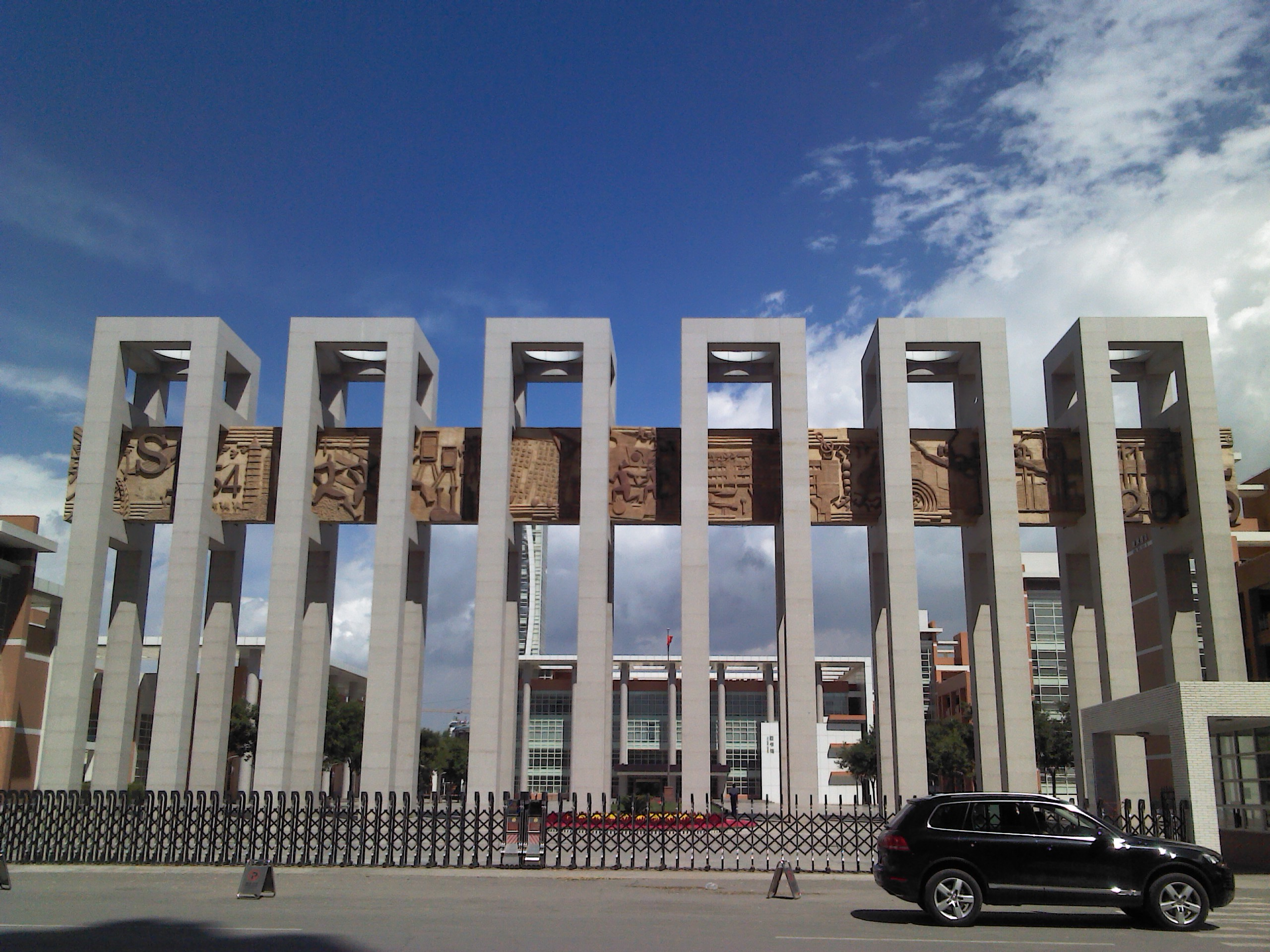
宏偉的校門

### 目前校园
银川二中新校区于2005年11月建成，由中国建筑西北建筑设计研究院有限公司设计，位于银川市兴庆区中山北街英才巷151号，地处北塔湖之滨，远眺海宝塔，占地186.68亩，总建筑面积69000多平方米，生均占地36.3m2、人均建筑面积23平方米。
钟塔
二中钟塔高51.9米，共十三层，西侧绘有大型浮雕并雕刻银川二中校训，与图书馆相连，每年12月31日二中师生新年鸣钟活动皆在钟塔塔顶举行。
办公楼

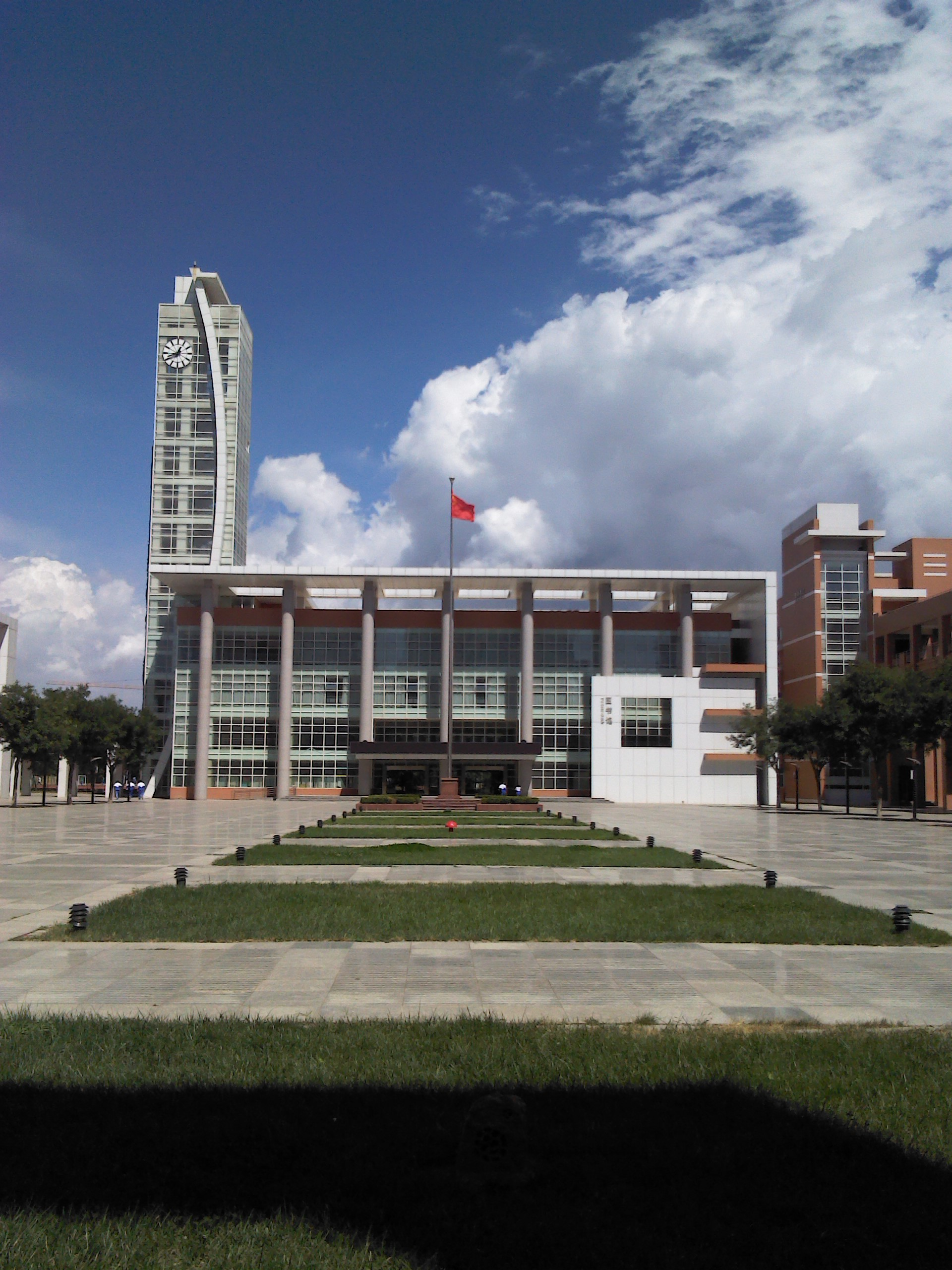
中心广场

办公楼共四层，用于教职员和行政人员的办公。此外另设有教职工阅览室及一間中型会议室供日常会议和接待。
教学楼
银川二中目前有教学楼A，教学楼B(逸夫楼)，教学楼C三栋教学楼，每栋教学楼共五层，每层有四间日常教室及一间专业课教室。教学楼间的东侧走廊一层及二层旁还设有阶梯教室。
实验楼
实验楼共四层，第一层至第四层分别设有化学实验室、物理实验室、生物实验室、地理实验室、通用技术实验室、机器人教室和计算机机房，供学生完成教学实验和课外活动。
室外体育场
银川二中设有一个塑胶室外体育场，附有标准六线四百米跑道，一个中型足球场、四个排球场、六个篮球场、田径运动设施和看台,供学生和教员使用。
宁夏回族自治区运动会足球项目比赛曾在二中进行。
室内体育馆

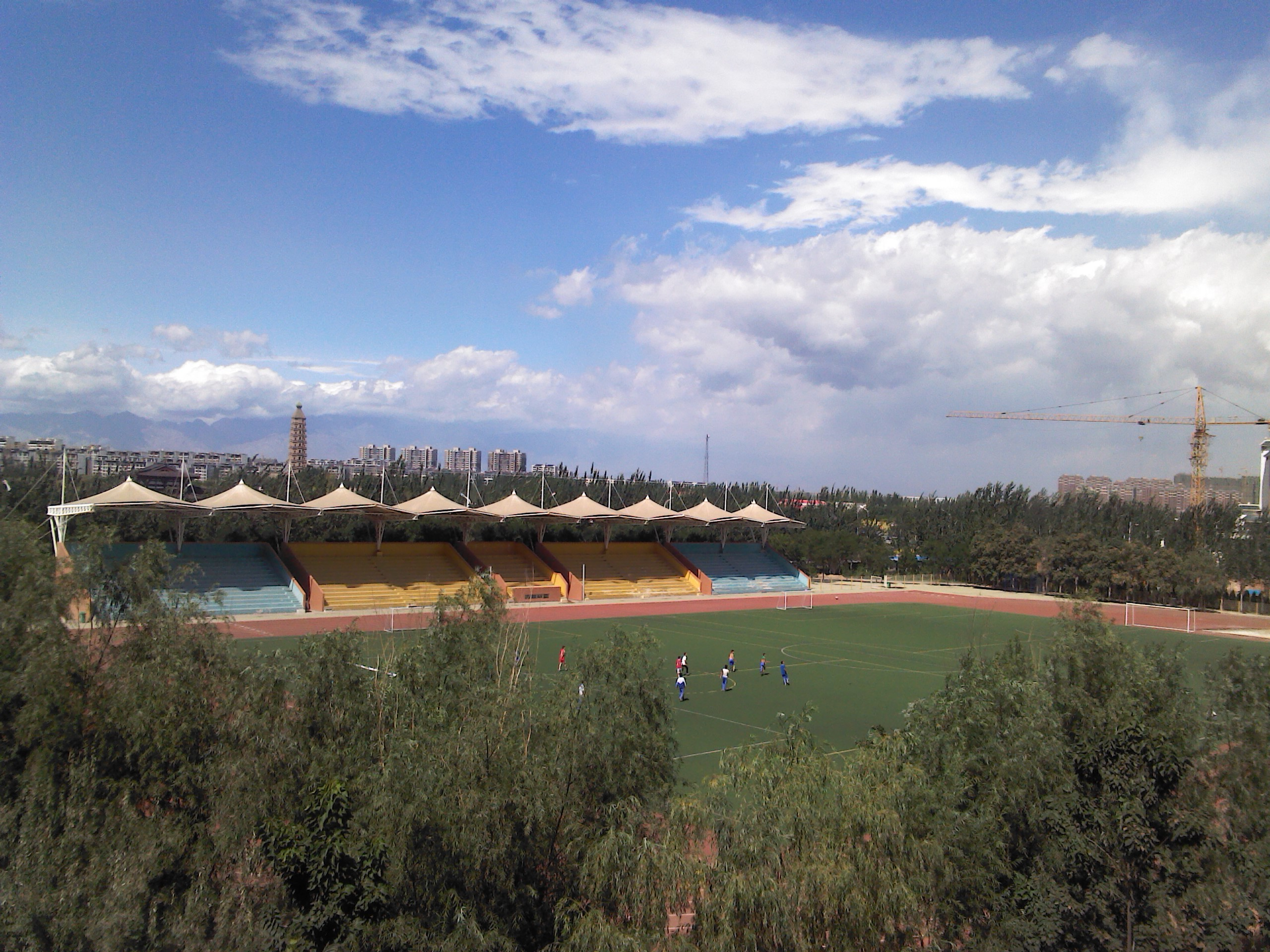
体育场

银川二中设有一间多功能体育馆。体育馆东侧绘有三组大型浮雕，可用于多种体育运动，如篮球、羽毛球。此外体育馆另设有若干间乒乓球室及舞蹈室。
天象館
银川二中天象馆为宁夏首家校级天象馆，外形呈白色半球体，直径12米，与学生食堂相连并附带下沉式广场，设有天文观测台，天文教室，主要供地理學科教学使用。

其他设施
银川二中亦设有图书馆、多功能报告厅、学生公寓、学生食堂等。宏伟的学校正门也是银川二中的特色。

## 國際部
国际高中是银川二中的重要组成部分。銀川二中國際部成立於2009年，是宁夏第一个公立双文凭国际高中，旨在为有志于海外名校的初中毕业生（非中国大陆籍适龄学生亦可申请）提供相应教育。国际部目前开设中美国际班及中加国际班，学生学习AP及相关课程。
国际部教学区位于银川二中主体校园北侧，建筑面积14560平方米。

## 林漢克宏志班
银川二中2007年起开班“银川二中宏志班”。
宏志班是带有扶贫性质的特殊班级，中共中央文明办同意，冠名银川二中“宏志班”，由台湾宏国关系事业都市置业总裁林汉克比照“西部开发助学工程”、“宏志班”标准提供资助。
歷屆銀川二中宏志班高考成績優異，所有学生的成绩全部超过重点大学录取线，重点率达到100%，居全國宏志班之首。

## 历任校长
| 任別         | 姓名   | 起任时间 | 讫任时间 | 备注                   |
| ------------ | ------ | -------- | -------- | ---------------------- |
| 第一任校長   | 梁飞彪 | 1954年   | 1958年   |                        |
| 第二任校長   | 辛 进  | 1958年   | 1959年   |                        |
|              | 宋恒岳 | 1959年   | 1967年   | 副校长                 |
|              | 黄承谦 | 1967年   | 1973年   | 革委会主任、军宣队队长 |
|              | 邢广志 | 1973年   | 1977年   | 革委会主任             |
| 第三任校長   | 周锋先 | 1977年   | 1979年   |                        |
| 第四任校長   | 樊振合 | 1979年   | 1983年   |                        |
| 第五任校長   | 马贻忠 | 1984年   | 1999年   |                        |
| 第六任校長   | 杨 静  | 1999年   | 2008年   |                        |
| 第七任校長   | 孙武平 | 2008年   | 2013年   |                        |
| 第八任校長   | 刘喜林 | 2013年   | 2015年   |                        |
| 第九任校長   | 高小军 | 2015年   | 2021年   |                        |
| 第十任校长   | 杜殿川 | 2021年   | 2022年   |                        |
| 第十一任校长 | 陈少兵 | 2022年   | 至今     |                        |

## 学校发展

### 对外交流
银川二中是宁夏对外交流的“窗口学校”。先后成功地接待和组织了与日本、挪威、加拿大、马来西亚、台湾代表团、澳大利亚及美国等30多个国家或地区的教育文化交流活动。2007年起，银川二中每年派出20多名师生赴法国参加波黑沃青少年国际艺术节。
2011年起，银川二中与美国费尔蒙特学校(英文：Fairmont Private Schools)合作举办“中美高中课程合作项目（中美高中双文凭）”。

### 教学成果
建国以来，银川二中先后培养出23位自治区高考状元，並擁有清华大学新百年计划，北京大学校长实名推荐制，复旦大学望道计划，中国人民大学校长直通车计划等全國一流高校校長實名制推薦資格。
二中每年平均有近二十名同學被北京大學或清華大學錄取。此外，1998年-2009年间，銀川二中有8人榮获全区高考文理科状元，他们包括：
- 1998年宁夏理科高考状元，张赫
- 2000年宁夏理科高考状元，朱雯
- 2001年宁夏理科高考状元，赵翔
- 2002年宁夏理科高考状元，刘毅
- 2004年宁夏理科高考状元，马天泽
- 2005年宁夏理科高考状元，马睿
- 2007年宁夏文科高考状元，刑阳
- 2009年宁夏文科高考状元，李怡然

2012年高考中，銀川二中文理一本上线率66.6%，一本及二本總上線率達90.2%，創自治区高考最高記錄。
2017年高考，银川二中文科一本上线率为85.1%，总上线率为95.7%。

## 友好學校

### 歐洲
- 法國埃德华瓦扬中学

### 澳洲
- 新南威尔士州阿什菲尔德男子高中

## 合作关系
银川二中是以下高等学校的生源基地学校：
- 中国海洋大学
- 天津大学
- 中南大学
- 北京交通大学
- 北京邮电大学
- 北京林业大学
- 湖北大学

## 校园生活

### 校園刊物
银川二中官方校刊为《行歌》，由学生会负责出刊。
除学生刊物《行歌》外，学校还有面向银川二中教育集团教师的刊物《银川二中》，由专门编辑部负责出版。

### 学生团体

#### 学生会
银川二中学生会是在校团委指导下，由本校学生自行建设和管理的学生组织。
基本宗旨：贯彻执行党的教育方针，全心全意为我校学生服务，倡导“自我管理、自我教育、自我服务、自我完善”的理念，为广大同学营造良好的学习氛围，丰富广大同学的课余生活，构建和谐有序、丰富多彩的校园文化。

#### 社团列表
- 心行社
- 戏剧社
- 英文书法社
- 朔方诗社
- B-Box社
- 哲学社
- 天文社
- 辩论社
- 哈雷音乐社
- PRC魔方社
- 混声合唱团
- 元音社
- 羽毛球社
- 管弦乐团
- 街舞社
- 绿衣汉服社
- HS武道社
- 模拟联合国
- 动漫社
- EB商社
- k-on演奏社
- 吉他社
- 侦探社
- YCEZ说唱社
- SS基地
- 基础医学社
- 机器人社
- 电子制作社
- 民间艺术社
- 足球社
- 篮球社

#### 校队
包括合唱队、篮球队、足球队。

### 校园文体活动
- 三月 奖学金颁奖仪式
- 四月 水火箭比赛
- 五月 高三年级毕业典礼
- 五月 学生钢琴音乐会
- 五月 校园小歌手大赛
- 六月 学生广场音乐会
- 六月 学生书法美术作品大赛
- 九月 学生器乐音乐演奏会
- 十一月 学生辩论赛

### 明德讲堂
学校不定期邀请中国科学院院士，作家等知名人士举办“明德讲堂”活动。。

## 著名教师
- 马启智
 原宁夏回族自治区主席 [12]
- 胡介文 
 圣约翰大学毕业，原银川二中副校长，俄语教师，著名书法家  [13]
- 赵晓龙
 国家级特级教师
- 陈少旭
 自治区级特级教师，国务院政府特殊津贴享受人，原银川二中副校长
- 安国栋
 自治区级特级教师
- 朱宗明
 自治区级特级教师，国务院政府特殊津贴享受人
- 李敬
 自治区级高级教师，银川市兴庆区人民代表大会代表

## 知名校友
- 杨佳霖 亚洲小姐，超模[14]
- 林滨
- 艾黛妮
- 王巍 国家一级演员
- 李嘉 宁夏广播电视总台新闻播音员